# Puerres
Puerres es un municipio colombiano ubicado en el departamento de Nariño.

## Geografía
Puerres según la planimetría hecha en el Esquema de Ordenamiento Territorial, tiene una extensión de 478 km², o sean 47.800 ha que representan el 1, 4% del área total del departamento ubicándose entre los 15 municipios más grandes del territorio departamental. De la extensión total del municipio, 8425 ha que representan el 17.6%, corresponden al flanco occidental (vertiente del río Guaitara), área más intensamente cultivada y en donde habitan aproximadamente el 94% de la población. 
Forma parte de la cordillera Centro-oriental en el occidente y piedemonte amazónico en el oriente de su territorio. Se encuentra a una altitud de 2817 m s. n. m. y una extensión aproximada de 478 km².
Está situado en las siguientes coordenadas: al norte 0º 55' 44 en el punto denominado El Juncal, Límites con Funes en la confluencia del Río Angasmayo y Guaitara. Al sur 0° 40' 6 en la confluencia de los ríos Sucio y Guamuez. Al Oriente se encuentra a 77° 4' 5 en el extremo oriente del río Guamuez en límites con el Putumayo y al Occidente 77° 32' 37 en el punto San Juan confluencia del Río Tescual y Guaitara.
El área urbana de la cabecera municipal, se localiza en la zona del altiplano, haciendo parte de la vertiente del río Tescual y a una altitud de 2.775 m s. n. m., aproximadamente.
El perímetro urbano comprende 105 ha, en su mayoría (90%) en terreno plano a ondulado, con pendientes inferiores al 15%,
Límites

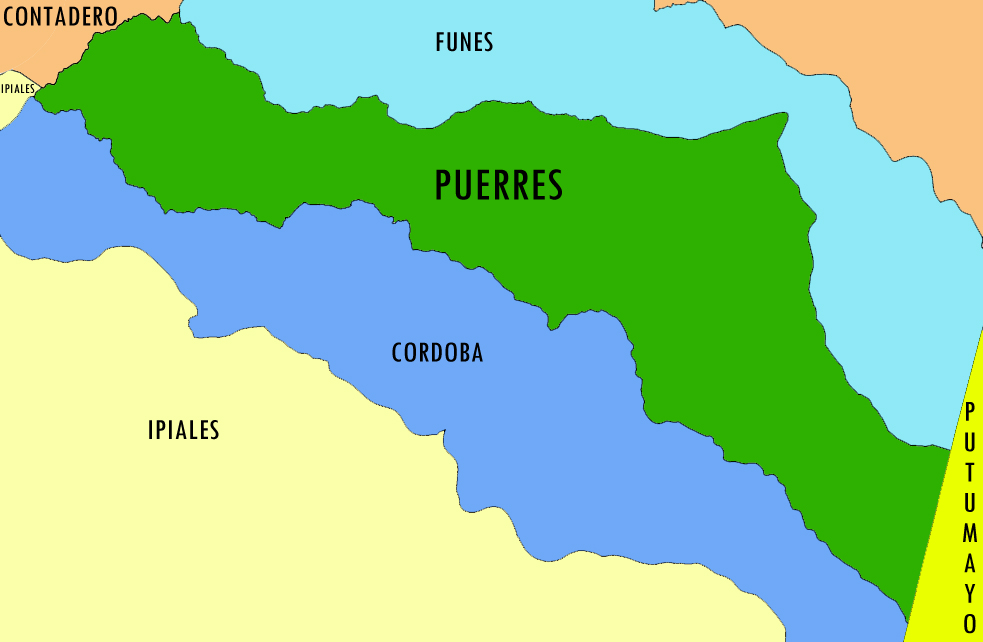
Límites Municipio de Puerres.

- Al norte con el municipio de Funes, cuyo límite principal lo constituye el río Angasmayo desde su nacimiento en el Cerro Negro hasta su confluencia con en el río Guáitara en el juncal.
- Por el sur con el municipio de Córdoba, sirviendo de límite desde la confluencia del río Sucio con el Guamuez afluente del río Afiladores este en su nacimiento con el Azuay y desde aquí en contra del nacimiento del río Tescual en el cerro San Francisco y de aquí hasta su desembocadura en el río Guáitara en San Juan.

- Por el oriente limita con el departamento del Putumayo, trazando una línea recta desde el nacimiento del río Angasmayo, hasta encontrar la confluencia de Las Juntas en el Río Sucio aguas arriba de ahí en línea recta al nacimiento del río San José hasta la confluencia con el Rí el puente Alpichaque.
- Por el occidente limita con los municipios de Ipiales y Contadero, como divisoria el río Guáitara al medio.

## División Político-Administrativa
Su Cabecera municipal tiene a su alrededor las siguientes veredas: Yanalé, La Hacienda, El Llano, Tescual Alto Tescual Bajo, Loma Larga, Loma Redonda, Chitamar Alto, Chitamar Bajo, Palos Verdes, Escritorio Alto, Escritorio Bajo, La Esperanza, El Rosal, La Laguna, Quebrada Blanca, El Páramo.

### Corregimientos
Puerres tiene bajo su jurisdicción los centros poblados
- Los Alizales
- Maicira
- Monopamba
- San Mateo
- San Miguel

### Veredas
El municipio tiene constituido las siguientes veredas: Desmontes Alto, Desmontes Bajo, El Pailón, El Verde, La Playa, Tres Cruces, Los Arrayanes, La Chorrera.

## Cultura

### Costumbres
Juego de la chaza en el Parque los Héroes

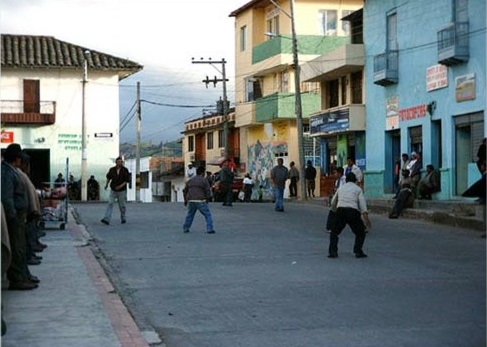
Juego de La Chaza en el Parque "los Héroes".

El juego de la chaza, tiene sus raíces en los países europeos especialmente en Inglaterra, donde los reyes pretendían divertirse organizando unos juegos que consistían en lanzar una pelota con una tabla, la pelota al golpear a un enemigo este terminaba perdiendo el juego.
En Sur América, también surgió este juego con unas pocas variantes, los que promovieron este fueron la civilización de los incas donde de igual manera que en Europa se organizaban varias competencias. Poco a poco este juego tendió a desaparecer pero gracias a las personas que llevaban este deporte en la sangre lograron sacarlo adelante, mirando gran aceptación especialmente en el departamento de Nariño en la ex provincia de Obando.
En el municipio de Puerres, este juego también tiene su influencia y se mira ahora que ha logrado un gran auge y se juega al caer la tarde en el Municipio, donde los trabajadores y gente normal se dan cita para un sano esparcimiento y salir de la rutina que lo acompaña cada día. Se espera que con el tiempo se construya un lugar apropiado para que cada uno de los jugadores puedan ejercer este deporte con más tranquilidad y darle una oportunidad también a los comerciantes pequeños para que vendan sus productos.

### Gastronomía

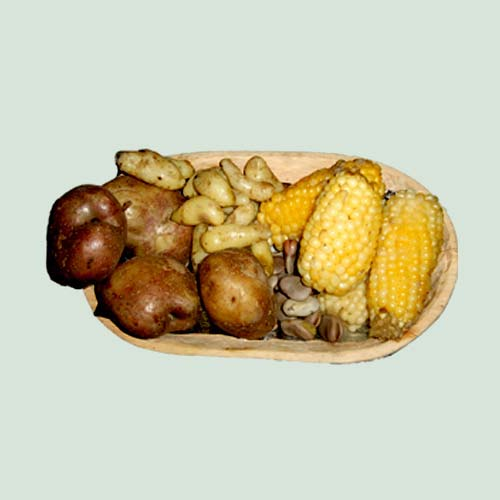
Plato típico.

Se caracteriza por su exquisito sabor, heredada de una cultura nariñense ya bien definida, con el inconfundible sabor que le dan las personas del bello Municipio.
Platos tan exquisitos como el cuy, los dulces, el puerco hornado, la arepa de callana, el choclo y otros apetecidos platos que hacen de Puerres un lugar digno de ser visitado por sus comidas. 
- Dulce de maíz: para preparar este deliciosa plato infaltable en las diferentes fiestas del Señor de los Milagros y como muestra de nuestro placer de enseñar a preparar este plato les damos a conocer la receta.

Maíz amarillo o capio. El cual será molido y cernido dos veces.
Manteca de marrano
Mantequilla
Huevos de gallina criolla
Azúcar, polvo de hornear.
Mezclar mantequilla, azúcar, manteca de cerdo con huevos, lista esta mezcla agregamos la harina de maíz y empezamos a elaborar uno a uno los dulces con sus respectivas figuras que pueden ser hojitas, círculos o empanadillas rellenas de mermelada y al final hornear una hora.

### Deporte y ocio

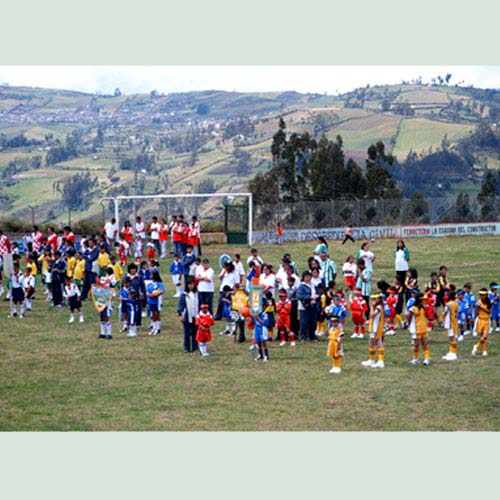
Aficionados en el estadio Municipal de Puerres.

Existen clubes deportivos que mantienen una actividad cotidiana a raíz de celebrarse campeonatos interclubes cada, interveredales, intercolegiados, e intercursos en la institución educativa Juan XXIII en las disciplinas del deporte organizado y patrocinado por la administración municipal. 
Entre los deportes que se practican y realizan en campeonato organizado tenemos el fútbol que se llevan a cabo en los meses de julio y agosto, el de baloncesto se lleva en diciembre. 
En equipamientos deportivos, la cabecera municipal cuenta con estadio, canchas de baloncesto, voleibol, microfutbol, etc.
Por otra parte, otra actividad que brinda diversión a los moradores puerreños es la pelea de gallos, en donde se realizan concursos concurridos con la participación de pueblos aledaños y de la vecina República del Ecuador.

### Símbolos
Escudo
Teniendo por fondo el cielo de color azul profundo y un campo de verde esmeralda se encuentran los elementos que componen el escudo del Municipio. 
Sobre el verde esmeralda aparecen en actitud oferente dos manos estilizadas y queriendo descansar sobre ellas se encuentra una bandeja con los principales productos agrícolas de esta fructífera comarca. 
Detrás de la bandeja, emergiendo de las ricas y elevadas montañas que vigilan y defienden el suelo, y sobre el azul brillante del cielo puerreño, aparece una hermosa antorcha encendida iluminando el horizonte.
Un heraldo circular de color rojo encierra estos elementos significativos. 
Significados
- Manos: éstas son del hombre y de la mujer puerreños que ofrece a Colombia y al Mundo los valiosos frutos de su trabajo.
- Bandeja: el contenido de esta bandeja simboliza los productos básicos de esta región esencialmente agrícolas
- Antorcha: la gente de esta bella y pacífica población del departamento de Nariño se han distinguido siempre por el respeto de la Fe; por la dedicación responsable al trabajo y por el amor al cultivo del corazón y de la inteligencia pero todo en el ambiente sagrado de la Libertad.
- Montañas: simbolizan la fortaleza, la serenidad, el valor y la nobleza de la gente.
- Lema: sobre el heraldo y el letras doradas se encuentra escrito el ideal de todo puerreño: TRABAJO Y LIBERTAD

### Himno
Himno Municipal de Puerres

Letra: Raúl Arteaga Chaves.
Música: Pedro Heriberto Moran Vivas.

Coro
Salve Puerres, de labriegos
y de héroes y de Dios.
Salve raza del patriarca
que me dio su corazón.
I estrofa
Por tus fértiles senderos
con la aurora por blasón.
Canchala viajo descalzo
y esta tierra germinó.
II estrofa
Trigales donde mis padres
arrullaron su ilusión
y entre ríos y maizales
me enseñaron la verdad.
III estrofa
Gloria a ti suelo puerreño
donde la fe secular
y la sangre del arado
cultivaron mi heredad.
IV estrofa
Por los cielos colombianos
ya tu hijo pregonó
los tesoros de este reino
con su ciencia y su valor.
V estrofa
Hoy tus hombres y mujeres
te recuerdan tu misión:
Ser ejemplo de TRABAJO
y mansión de LIBERTAD.

| Noroeste: Contadero | Norte: Funes | Nordeste: Funes   |
| Oeste: Ipiales      |              | Este: Putumayo    |
| Suroeste: Córdoba   | Sur: Córdoba | Sureste: Putumayo |

En su territorio se encuentra el cabildo indígena del Gran Tescual del pueblo de los pastos al cual pertenecen 420 personas agrupadas en 120 familias.

## Historia

### Hechos de violencia
Durante la Guerra de los Mil Días, el Ministerio de Guerra Arístides Fernández ordenó fusilar a todos los jefes liberales que cayeran prisioneros, previo procedimiento sumarísimo, o sin juicio alguno, de ameritarlo el caso. Así, fueron pasados por las armas más de treinta generales liberales, entre ellos Avelino Rosas, quien el 20 de septiembre de 1901, resultó herido en un combate en Puerres y fue hecho prisionero, siendo rematadó a tiros junto con su secretario José María Caicedo.
El 15 de abril de 1996, en el contexto del conflicto Armado Interno de Colombia, fue perpetrada la emboscada a grupo de Caballería por parte de la guerrilla de las Fuerzas Armadas Revolucionarias de Colombia (FARC-EP) contra una columna motorizada del Ejército Nacional de Colombia en zona rural de Puerres. Tras el ataque, realizado por aproximadamente 150 guerrilleros, 31 militares murieron y varios quedaron heridos.